# Lafayette (Californië)
Lafayette is een plaats in Contra Costa County in Californië in de VS en telt circa 24.000 inwoners. Het is de thuishaven van Glenn Seaborg, een belangrijk kernfysicus en Will Forte, een acteur, schrijver en komiek.

## Geografie
Lafayette bevindt zich op 37°53′28″Noord, 122°6′42″West. De totale oppervlakte bedraagt 39,9 km² (15,4 mijl²) waarvan 39,4 km² (15,2 mijl²) land is en 0,5 km² (0,2 mijl²) of 1.36% water is.

## Demografie
Volgens de census van 2000 bedroeg de bevolkingsdichtheid 607,3/km² (1572,5/mijl²) en bedroeg het totale bevolkingsaantal 23.908 als volgt onderverdeeld naar etniciteit:
- 86,81% blanken
- 0,55% zwarten of Afrikaanse Amerikanen
- 0,22% inheemse Amerikanen
- 8,23% Aziaten
- 0,09% mensen afkomstig van eilanden in de Grote Oceaan
- 0,81% andere
- 3,30% twee of meer rassen
- 3,95% Spaans of Latino

Er waren 9152 gezinnen en 6754 families in Lafayette. De gemiddelde gezinsgrootte bedroeg 2,60.

## Plaatsen in de nabije omgeving
De onderstaande figuur toont nabijgelegen plaatsen in een straal van 8 km rond Lafayette.